# Basiprionotini
Basiprionotini  (лат.) — триба подсемейства щитоносок из семейства листоедов.

## Биология
Питаются на древесных растениях семейства бигнониевые, гамамелисовые, мелиевые и вербеновые. Вид Craspedonta leayana является одним из важнейших вредителей Gmelina arborea.

## Классификация
В состав трибы включают восемь родов и 93 вида, распространенных которых ограничено Старым Светом.
- Androya Spaeth, 1911
- Basiprionota Chevrolat, 1837
- Cassidopsis Fairmaire, 1899
- Craspedonta Chevrolat, 1837
- Epistictina Hincks, 1950
- Megapyga Boheman, 1850
- Metriopepla Fairmaire, 1882
- Pseudandroya Spaeth, 1952